# Monometalizm
Monometalizm – system monetarny, w którym jeden metal (złoto lub srebro) jest prawnym środkiem obiegowym, pośrednikiem wymiany i miernikiem wartości. Występuje on (metal szlachetny) zarówno jako towar, jak i pieniądz. Konieczne jest jednak spełnienie warunku: cena danego dobra jako towaru musi się równać jego cenie jako środka obiegowego. Monometalizm złoty był najbardziej rozpowszechniony w Europie, srebrny - w krajach Wschodu. Przeciwieństwem monometalizmu jest bimetalizm.
Pewną modyfikacją monometalizmu jest tzw. monometalizm ułomny polegający na pozostawieniu jako miernika wartości obok metalu podstawowego (zazwyczaj złota) pojedynczego pełnowartościowego nominału w drugim metalu (zazwyczaj srebrze). Przykładem zastosowania monometalizmu ułomnego była łacińska unia monetarna. Na przełomie XIX i XX w. wycofano się z systemów monometalizmu ułomnego.